# May’s
May’s (Eigenschreibweise: MAY’S) ist ein japanisches J-Pop-Duo, das 2004 auf dem japanischen Musikmarkt debütierte und bekannt für das Nutzen des englischen Suffixes „-ing“ bei der Titelwahl der Veröffentlichungen ist.

## Geschichte
Maiko Katagiri und Naughty Bo-Z (Eigenschreibweise: NAUGHTY BO-Z; echter Name: Junichi Kawai [河井純一]) trafen sich erstmals im Jahr 2002, wo sie an einer Musikschule in Tokio studierten. Als Abschlussarbeit mussten sie ein Lied produzieren, woran sie schließlich gemeinsam dran arbeiteten. Kawai produzierte und komponierte, während Katagiri das Lied schrieb und sang. Das Genre des Liedes soll aus den Geschmäckern der beiden vereint worden sein; so mochte Katagiri Pop und Rock, während Kawai zuvor in einer Schulband Hard-Rock spielte, aber Hip-Hop und R&B mochte.
Die erste EP wurde am 30. November 2005 independent veröffentlicht und das erste Studioalbum folgte ebenfalls independent am 13. September 2006. Beide Veröffentlichungen verfehlten den Chartseinstieg. Erst mit dem Titel Birth: You’re the Only One Pt. 2 in Kollaboration mit Cliff Edge für die EP Birth der Gruppe im Dezember 2006, erlangte May’s etwas Aufmerksamkeit. Das Lied wurde sogar als Singleauskopplung im Juni 2007 veröffentlicht. Aufgrund der gestiegenen Nachfrage, veröffentlichte das Duo mit Cliff Edge eine kollaborative EP mit dem Titel Dear… im November desselben Jahres. Mit einer Höchstplatzierung von #30 und einem Chartsaufenthalt von 10 Wochen in den Oricon-Charts, war es der erste Einstieg des Duos in die japanischen Top 30. Die Aufmerksamkeit reichte aus, um einen Plattenvertrag bei Venus-B zu bekommen; somit waren sie nun bei einem Major-Label. Mit dem neuen Plattenvertrag folgte auch ein Strukturenwechsel, somit veröffentlichte das Duo die Debütsingle My Everything am 2. Juli 2008 und konnte in die Oricon-Charts mit #28 einsteigen. Das erste Studioalbum unter dem Major-Label, Dreaming, wurde nach weiteren Singles am 14. Januar 2009 veröffentlicht und konnte sich sogar auf #6 der Charts in der Veröffentlichungswoche befestigen. Es verkaufte sich zudem sogar mehr als 45.000-mal.

## Diskografie

### Alben
| Jahr | Titel                                                    | Höchstplatzierung, Gesamtwochen, AuszeichnungChartsChartplatzierungen (Jahr, Titel, Platzierungen, Wochen, Auszeichnungen, Anmerkungen) | Anmerkungen                                                                                |
| Jahr | Titel                                                    | JP | Anmerkungen                                                                                |
| ---- | -------------------------------------------------------- | --- | ------------------------------------------------------------------------------------------ |
| 2005 | Drawing                                                  | — | Erstveröffentlichung: 30. November 2005                                                    |
| 2006 | Beginning                                                | — | Erstveröffentlichung: 13. September 2006                                                   |
| 2007 | Remix Collection Vol. 1                                  | — | Erstveröffentlichung: 14. März 2007                                                        |
| 2007 | Dear...                                                  | JP30 (10 Wo.)JP | Erstveröffentlichung: 14. November 2007 Verkäufe JP: + 11.452; mit Cliff Edge              |
| 2009 | Dreaming                                                 | JP6 (14 Wo.)JP | Erstveröffentlichung: 14. Januar 2009 Verkäufe JP: + 45.944                                |
| 2010 | Amazing                                                  | JP4 (11 Wo.)JP | Erstveröffentlichung: 13. Januar 2010 Verkäufe JP: + 49.875                                |
| 2010 | Featuring: Collaboration Best (Featuring ~コラボベスト~) | JP19 (9 Wo.)JP | Erstveröffentlichung: 24. März 2010 Verkäufe JP: + 17.483                                  |
| 2010 | Live Tour 2010 "Amazing"                                 | — | Erstveröffentlichung: 25. August 2010                                                      |
| 2011 | Cruising                                                 | JP10 (8 Wo.)JP | Erstveröffentlichung: 16. Februar 2011 Verkäufe JP: + 15.938                               |
| 2012 | Live Tour 2011 "Cruising"                                | — | Erstveröffentlichung: 15. Februar 2012                                                     |
| 2012 | Smiling                                                  | JP13 (6 Wo.)JP | Erstveröffentlichung: 13. Juni 2012 Verkäufe JP: + 11.874                                  |
| 2012 | Remaking: Remix Collection Vol.2                         | JP50 (2 Wo.)JP | Erstveröffentlichung: 13. Juni 2012 Verkäufe JP: + 2.065                                   |
| 2012 | May’s Best of Mix 2005–2013                              | — | Erstveröffentlichung: 26. Dezember 2012                                                    |
| 2013 | Best 2005–2013                                           | JP14 (5 Wo.)JP | Erstveröffentlichung: 13. Februar 2013 Verkäufe JP: + 10.607                               |
| 2013 | Live Tour 2012 "Smiling"                                 | — | Erstveröffentlichung: 13. Februar 2013                                                     |
| 2013 | May’s Best of Mix 2005–2013 Vol.2                        | — | Erstveröffentlichung: 17. Juli 2013                                                        |
| 2014 | Kissing                                                  | JP42 (3 Wo.)JP | Erstveröffentlichung: 5. März 2014 Verkäufe JP: + 3.008                                    |
| 2014 | Viva!!! Dancin’ in the Round                             | JP82 (1 Wo.)JP | Erstveröffentlichung: 25. Juni 2014                                                        |
| 2015 | Quads                                                    | JP25 (4 Wo.)JP | Erstveröffentlichung: 13. Mai 2015 Verkäufe JP: + 1.749; mit Cliff Edge, LGYankees und Noa |
| 2015 | Traveling                                                | JP43 (2 Wo.)JP | Erstveröffentlichung: 2. September 2015 Verkäufe JP: + 1.722                               |
| 2016 | Loving                                                   | JP57 (1 Wo.)JP | Erstveröffentlichung: 9. März 2016 Verkäufe JP: + 1.286                                    |
| 2016 | Dakishimete Shining (抱きしめて Shining)                 | JP69 (2 Wo.)JP | Erstveröffentlichung: 26. Oktober 2016 Verkäufe JP: + 1.097                                |
| 2017 | Love Song Best: 15th Anniversary Edition                 | JP116 (1 Wo.)JP | Erstveröffentlichung: 15. März 2017                                                        |
| 2017 | Namioto Never Ending (波音 Never Ending)                 | JP86 (1 Wo.)JP | Erstveröffentlichung: 31. Mai 2017                                                         |
| 2017 | Nothing                                                  | JP113 (1 Wo.)JP | Erstveröffentlichung: 6. Dezember 2017                                                     |
| 2018 | Duet Shiyō yo (デュエットしようよ)                       | JP100 (1 Wo.)JP | Erstveröffentlichung: 23. Mai 2018                                                         |

### Singles
| Jahr | Titel Album | Höchstplatzierung, Gesamtwochen, AuszeichnungChartsChartplatzierungen (Jahr, Titel, Album, Platzierungen, Wochen, Auszeichnungen, Anmerkungen) | Anmerkungen                                                             |
| Jahr | Titel Album | JP | Anmerkungen                                                             |
| ---- | --- | --- | ----------------------------------------------------------------------- |
| 2008 | My Everything –                                                                                                   | JP28 (7 Wo.)JP | Erstveröffentlichung: 2. Juli 2008 Verkäufe JP: + 8.807                 |
| 2008 | Daydream – | JP26 (4 Wo.)JP | Erstveröffentlichung: 8. Oktober 2008 Verkäufe JP: + 5.435              |
| 2008 | Kiss: Koi ni Ochite... Fuyu (Kiss ～恋におちて...冬～) –                                                          | JP43 Gold (Mobile Downloads) · (5 Wo.)JP | Erstveröffentlichung: 3. Dezember 2008 Verkäufe JP: + 5.987             |
| 2009 | I Wish – | JP19 Gold (Mobile Downloads) · (5 Wo.)JP | Erstveröffentlichung: 22. April 2009 Verkäufe JP: + 8.376               |
| 2009 | I Love You ga Ienakute (I Love You が言えなくて) –                                                                | JP30 Gold (Mobile Downloads) · (4 Wo.)JP | Erstveröffentlichung: 19. August 2009 Verkäufe JP: + 5.560              |
| 2009 | One Love: 100 Mankai no Kiss de Aishiteru (One Love ～100万回のKissでアイシテル～) Eine Million Küsse mit Liebe – | JP46 Gold (Mobile Downloads) · (3 Wo.)JP | Erstveröffentlichung: 25. November 2009 Verkäufe JP: + 3.252            |
| 2009 | Sing for You – | — | Erstveröffentlichung: 9. Dezember 2009 Verkäufe JP: + 3.252; mit May J. |
| 2010 | Tōku e: Spread Your Wings / Unfair Love (遠くへ ~Spread Your Wings~ / Unfair Love) –                              | JP40 (3 Wo.)JP | Erstveröffentlichung: 25. August 2010 Verkäufe JP: + 3.446              |
| 2011 | Kimi no Todoke... / Wonderland (君に届け... / Wonderland) –                                                       | JP19 Gold (Digital) · (5 Wo.)JP | Erstveröffentlichung: 19. Januar 2011 Verkäufe JP: + 6.884              |
| 2011 | Bonds – | JP38 (3 Wo.)JP | Erstveröffentlichung: 14. September 2011 Verkäufe JP: + 1.718           |

Weitere Lieder
- 2007: Dear (Cliff Edge / May’s, JP: Gold (Digital))
- 2009: Destiny ～ for Dear… ～ (feat. Cliff Edge, JP: Gold (Digital))

### Videoalben
| Jahr | Titel                          | Höchstplatzierung, Gesamtwochen, AuszeichnungChartsChartplatzierungen (Jahr, Titel, Platzierungen, Wochen, Auszeichnungen, Anmerkungen) | Anmerkungen                            |
| Jahr | Titel                          | JP | Anmerkungen                            |
| ---- | ------------------------------ | --- | -------------------------------------- |
| 2010 | Live Tour 2010 Amazing         | JP24 (5 Wo.)JP | Erstveröffentlichung: 16. Juni 2010    |
| 2012 | Live Tour 2011 Cruising        | JP20 (3 Wo.)JP | Erstveröffentlichung: 15. Februar 2012 |
| 2013 | May’s Live Tour 2012 “Smiling” | JP19 (2 Wo.)JP | Erstveröffentlichung: 13. Februar 2013 |